# Irará (kommun)
Irará är en kommun i Brasilien.   Den ligger i delstaten Bahia, i den östra delen av landet, 1 100 km öster om huvudstaden Brasília. Antalet invånare är 27 492.
Följande samhällen finns i Irará:
- Irará

Omgivningarna runt Irará är huvudsakligen savann. Runt Irará är det ganska glesbefolkat, med 43 invånare per kvadratkilometer.